# Старки, Томас
Томас Старки (англ. Thomas Starkey; 1495[…] — 1538[…], Оксфорд) — английский политический теоретик, гуманист XVI века. Королевский капеллан (1535—1536).

## Биография

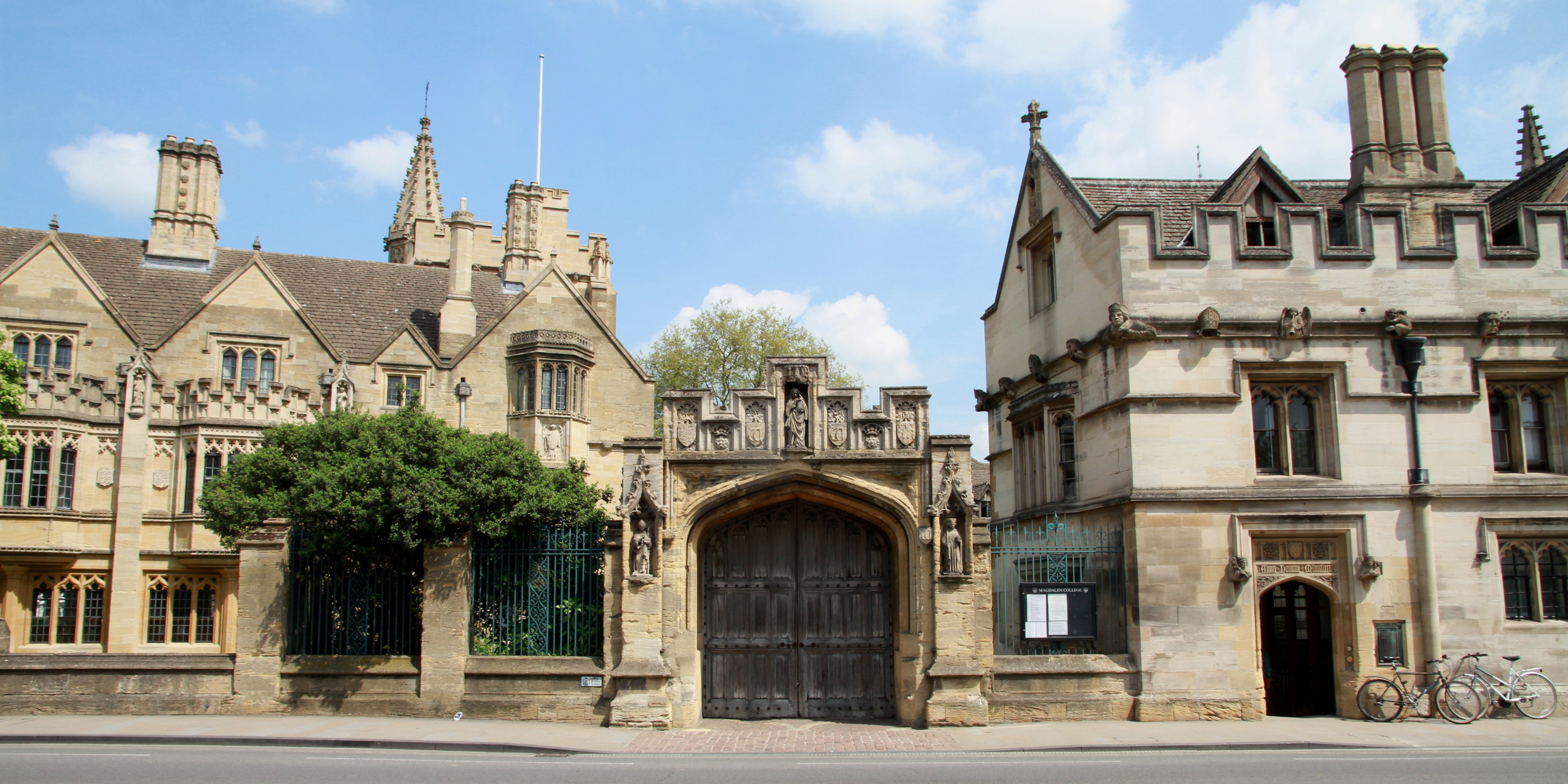
Магдален-колледж. Оксфорд

Родился в Чешире, вероятно, в деревне Ренбери, в семье Томаса Старки и Мод Мэйнваринг. Его отец, вероятно, занимал важную должность в Уэльсе и был достаточно богат, чтобы оплачивать образование сына. Его мать, Мод, была дочерью сэра Джона Мэйнваринга, одного из самых богатых людей Пфальца.

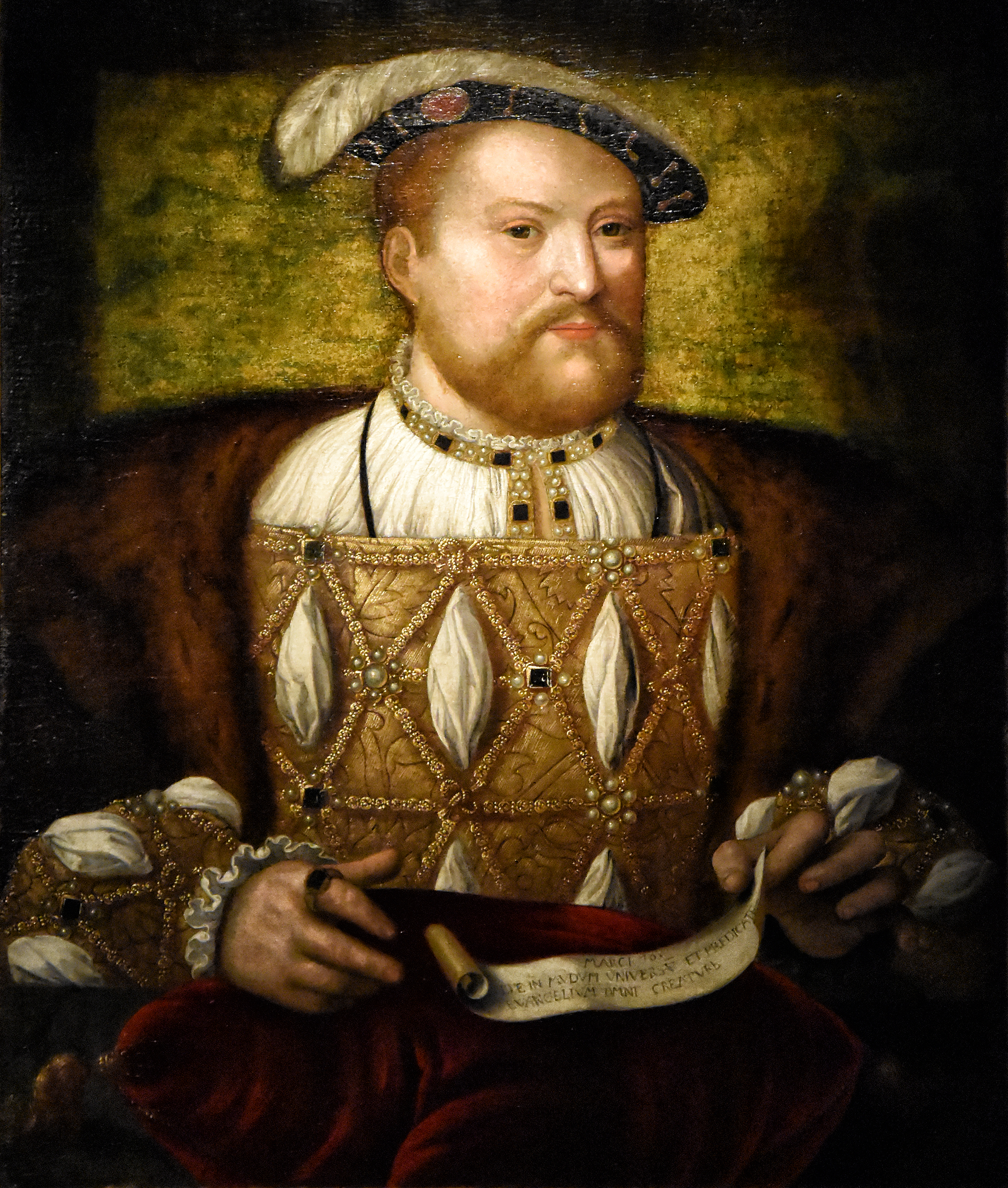
Английский король Генрих VIII

Томас Старки учился в Оксфордском университете и получил степень магистра в колледже Магдалины в 1521 году. В 1523 году Старки отправился в Падую с Томасом Лупсетом, где изучал труды Аристотеля и восхищался властью Венеции . К 1529 году он поступил на службу к потомку Плантагенетов, будущему кардиналу Реджинальду Поулу в качестве секретаря. Вместе с Поулом Старки отправился в Авиньон в 1532 году, где изучал гражданское право.

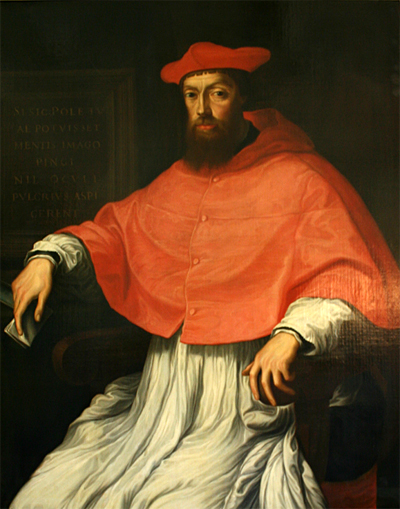
Реджинальд Поул

В конце 1534 года Старки вернулся в Англию. В начале 1535 года на него обратил внимание Томас Кромвель, главный министр Генриха VIII. Кромвель использовал Старки для обработки разведданных из Италии и в качестве королевского пропагандиста.
Связи Старки с кардиналом Реджинальдом Поулом оказались вредными для его карьеры. После решительного разрыва Реджинальда Поула с королем связи Старки с Поулом и его семьей стали объектом расследования в свзяи с заговором 1538 года (заговор маркиза Эксетера против короля).
Томас Старки умер 25 августа 1538 года, возможно, от чумы.

## Труды
В 1529—1532 годы Старки написал свой «Диалог между Поулом и Лупсетом», позже известный как «Англия Старки». Созданный как диалог Реджинальда Поула и Томаса Лупсета, «Диалог» является одним из самых значительных произведений политической мысли, написанных на английском языке в первой половине шестнадцатого века. В 1536 году он опубликовал «Увещевание для людей», наставляющее их к единству и повиновению, защиту королевской власти по заказу Томаса Кромвеля.
Выступил как сторонник сохранения сословного строя и феодальной монархии английского типа. В мировоззрении Старки прослеживаются буржуазные, предпуританские настроения. Он был сторонником Реформации в Англии, одобрял огораживания, отстаивал принцип меркантилизма. Его называют представителем ранней буржуазной идеологии.